# NGC 76
NGC 76 est une galaxie lenticulaire dans la constellation d'Andromède. NGC 76 a été découvert par l'astronome français Guillaume Bigourdan en 1884.

## Caractéristiques
Sa vitesse par rapport au fond diffus cosmologique est de 6 999 ± 30 km/s, ce qui correspond à une distance de Hubble de 103,2 ± 7,2 Mpc (∼337 millions d'al).
À ce jour, une non basée sur le décalage vers le rouge donnent une distance de 101,000 ± 13,723 Mpc (∼329 millions d'al), ce qui est à l'intérieur des valeurs de la distance de Hubble.